# Anakena
Anakena (Caleta Anakena), jedna od dviju malenih pješčanih plaža koja se nalazi na sjeveroistočnoj obali Uskršnjeg otoka. Plaža ima dva ahua, Ahu Ature Huki (Ahu Ature Huke) s jednim moaijem i Ahu Nau Nau sa 7 moaia, od kojih su 4 dobrom stanju s crvenim pukauom na glavi i dugim ušima kakve su nosili Hanau Epe. Druga dva moaia teško su oštečena, a kod jednoga nedostaje više od pola. Oči ovih moaia izvorno su bile načinjene od bijeloga koralja.
Prema legendi na plažu Anakena iskrcao se poglavica Hotu Matu'a s dva kanua i osnovao na otoku prvo naselje. Kasnije je tu bilo iskapanja 1914. (Katherine Routledge), i 1950.-tih godina William Mulloy i Thor Heyerdahl. Thor Heyerdahl tokom devet dana uspio je podignuti moai Ahu Ature Huki na svoje postolje, koji je također bio srušen (licem prema tlu) tijekom rata između Dugouhih i Kratkouhih.
Na plaži Anakena snimane su i scene iz filma Rapa Nui.

## Vanjske poveznice
|  | Zajednički poslužitelj ima još gradiva o temi Anakena |

- Playa Anakena